# Qeqertarsuaq
Qeqertarsuaq [qɜˌqɜˈtːɑsːuɑq] („große Insel“; nach alter Rechtschreibung K'eĸertarssuaĸ; dänisch Godhavn) ist eine grönländische Stadt im Distrikt Qeqertarsuaq in der Kommune Qeqertalik.

## Lage
Qeqertarsuaq liegt an der Südküste der auf Grönländisch ebenfalls „Qeqertarsuaq“ genannten Diskoinsel, der größten Nebeninsel Grönlands. 31 km nordwestlich liegt die andere bewohnte Siedlung auf der Diskoinsel, Kangerluk. Nördlich von Qeqertarsuaq liegt die etwa 700 m hohe Gletscherkappe des Lyngmarksbræ.

## Geschichte

### Vor der Kolonialzeit
Erste Besiedelungsspuren finden sich in Qeqertarsuaq bereits aus der Zeit vor etwa 5000 Jahren, also von den ersten Menschen, die je Grönland betraten, den Paläo-Eskimos. Lourens Feykes Haan beschrieb den Wohnplatz Anfang des 18. Jahrhunderts und nannte ihn Liefde Bay („Liebesbucht“). Von den Engländern wurde der Hafen hingegen Port Lievely genannt, wahrscheinlich aus dem grönländischen Wort Iluileq entstanden. Damals war die heutige Halbinsel allerdings noch eine Insel und die schmale Landzange, die sich heute im Stadtgebiet findet, war ein Sund. 1738 besuchte Poul Egede den Ort und traf dort über 200 Bewohner, von denen aber viele nur nomadisch dort waren.

### Gründungsphase

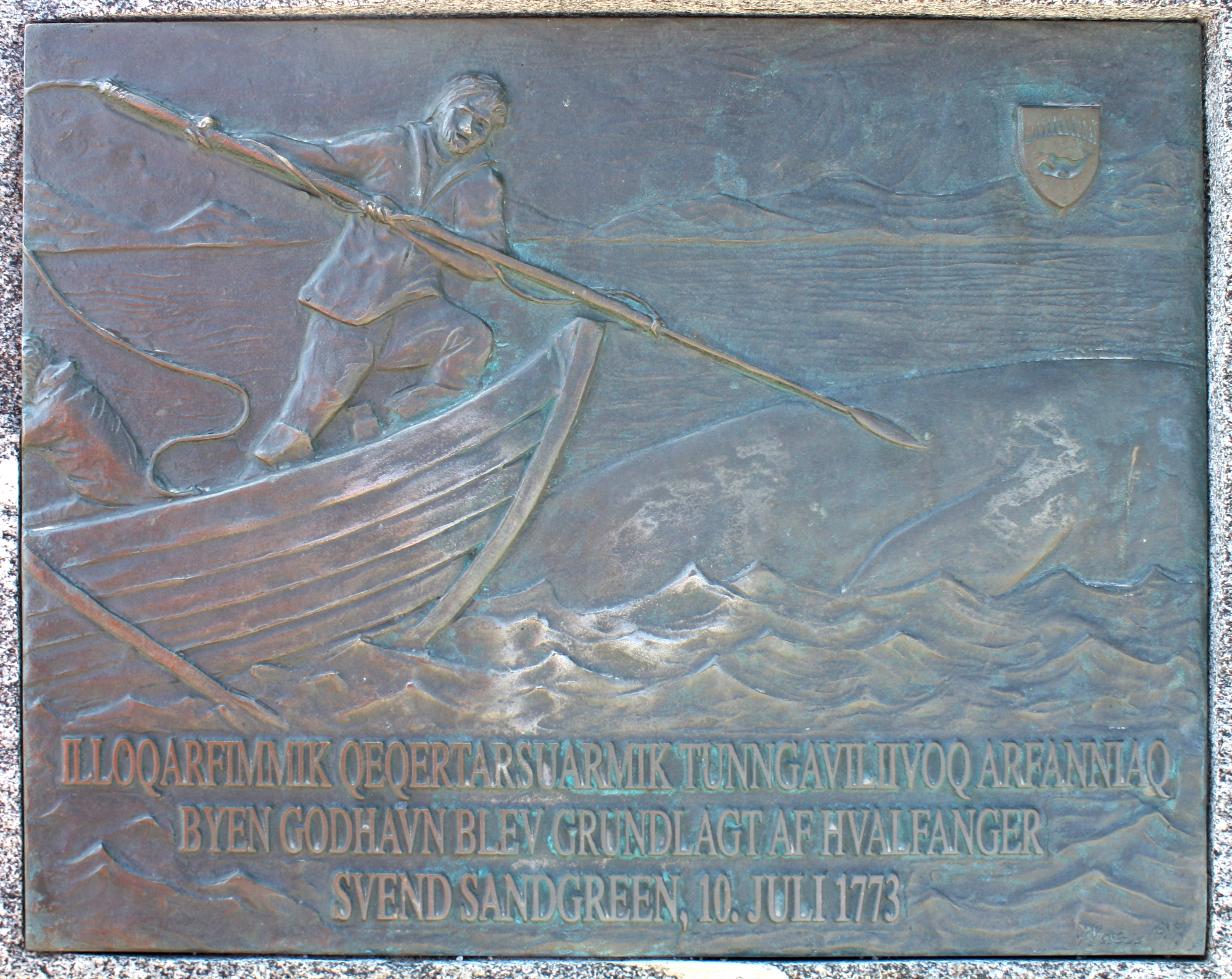
Gedenktafel für Svend Sandgreen in Qeqertarsuaq

Das moderne Qeqertarsuaq wurde erst im Jahr 1773 durch Svend Sandgreen als Walfängerloge Godhavn gegründet. Anfangs gab es ein Stockwerkwohnhaus und ein Fachwerkspeckhaus. In den ersten Jahren wütete Skorbut unter den Kolonisten und die Loge war wirtschaftlich mehr oder minder erfolglos. 1775 hatte Godhavn 124 Einwohner. 1775 und 1777 wurden zwei weitere Stockwerkhäuser gebaut und die Produktion stieg stark an. 1787 musste ein weiteres Speckhaus gebaut werden, weil das bisherige keinen Platz mehr für die Jagdbeute bot.
1782 wurde in Godhavn etwas weiter südlich die Walfängeranlage Godhavns Næs errichtet. Zusammen mit der westlich gelegenen Anlage Fortunebay fanden sich nun drei beinahe gleichartige Walfängerstützpunkte auf zehn Kilometern Breite. Ab 1789 wurden alle drei gemeinsam von der Loge aus verwaltet, Fortunebay 1791 aufgegeben und 1802 wurden Loge und Anlage vereinigt, die Anlage wurde aber erst 1851 wirklich aufgegeben.
1782 wurde Godhavn der Sitz des nordgrönländischen Inspektors. Sein im Folgejahr fertiggestelltes Wohnhaus wurde später durch einen Neubau von 1850–1852 ersetzt. 1790 wurden in der Anlage eine Schule und eine Missionarswohnung gebaut.
Der Ort galt zu dieser Zeit als wichtigster Nordgrönlands, aber dennoch erhielt Godhavn nie den Koloniestatus, selbst wenn der Ort einem Kolonialdistrikt vorstand. 1798 lebten 130 Menschen in neun Häusern in der Anlage. Obwohl neben dem Walfang auch beträchtliche Mengen an Seehunden gefangen wurden, fielen die Erträge daraus häufig dem Schleichhandel zwischen Grönländern und Engländern zum Opfer. 1808 lebten 230 Menschen in sechzehn Häusern, von denen einige in der Loge lagen.
1801 führte Inspektor Claus Bendeke mit bedruckten Spielkarten das erste Zahlungsmittel Grönlands ein. 1805 wurde von Inspektor Peter Hanning Motzfeldt die Nordgrönländische Lesegesellschaft gegründet, eine Bibliothek, die durch Stiftungen und Käufe stark wuchs. 1817 wurde sie von Inspektor Johannes West erweitert. 1826 erwarb Inspektor Carl Peter Holbøll die gesamte Bibliothek.
Von 1805 bis 1808 ließ Motzfeldt den versandeten Sund wieder durchgraben, da dies die Schifffahrt erleichterte. Dennoch versandete er bald wieder und zu Beginn der zweiten Hälfte des 19. Jahrhunderts war er endgültig geschlossen.

### Niedergang

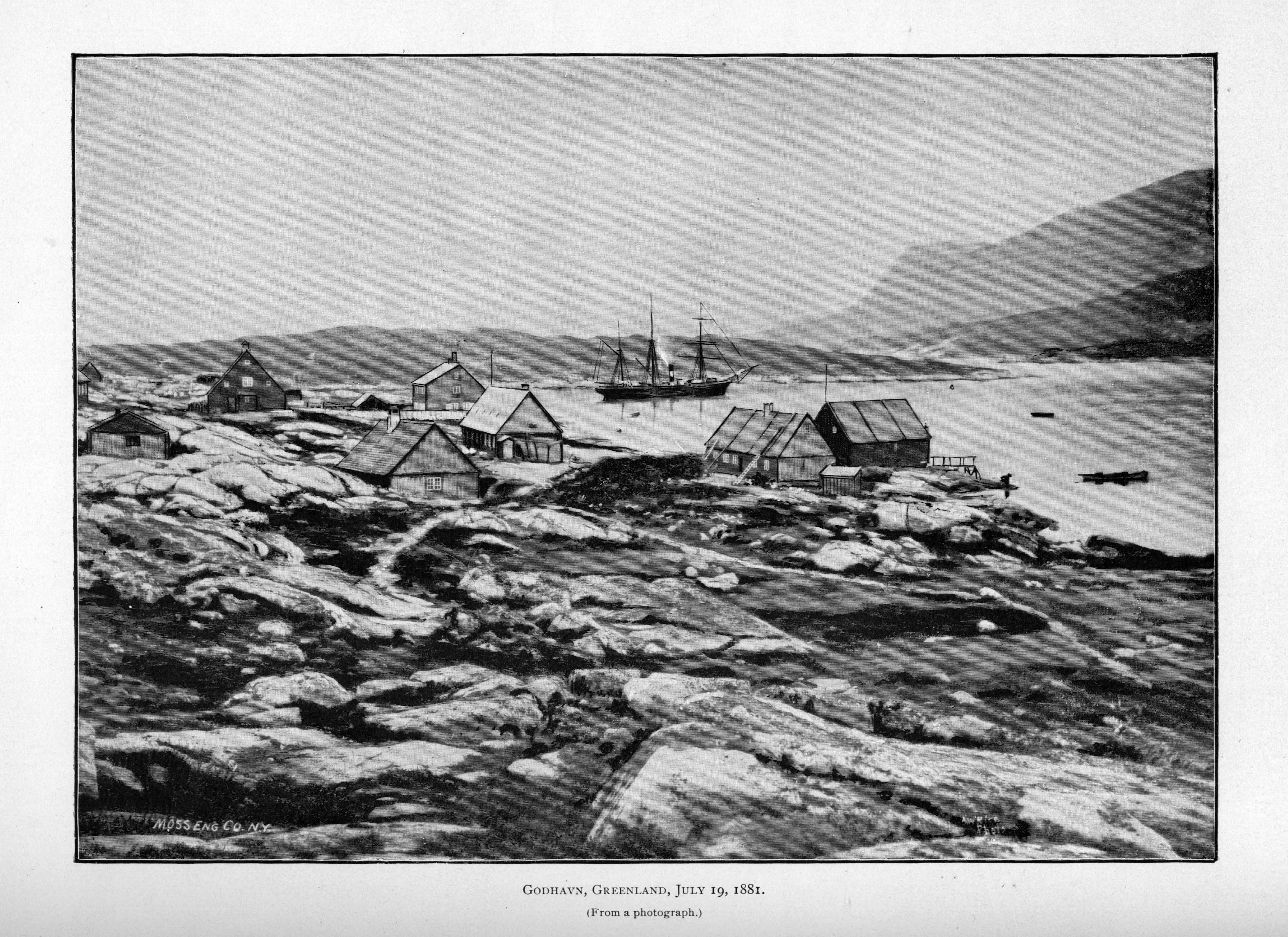
Qeqertarsuaq (1881)

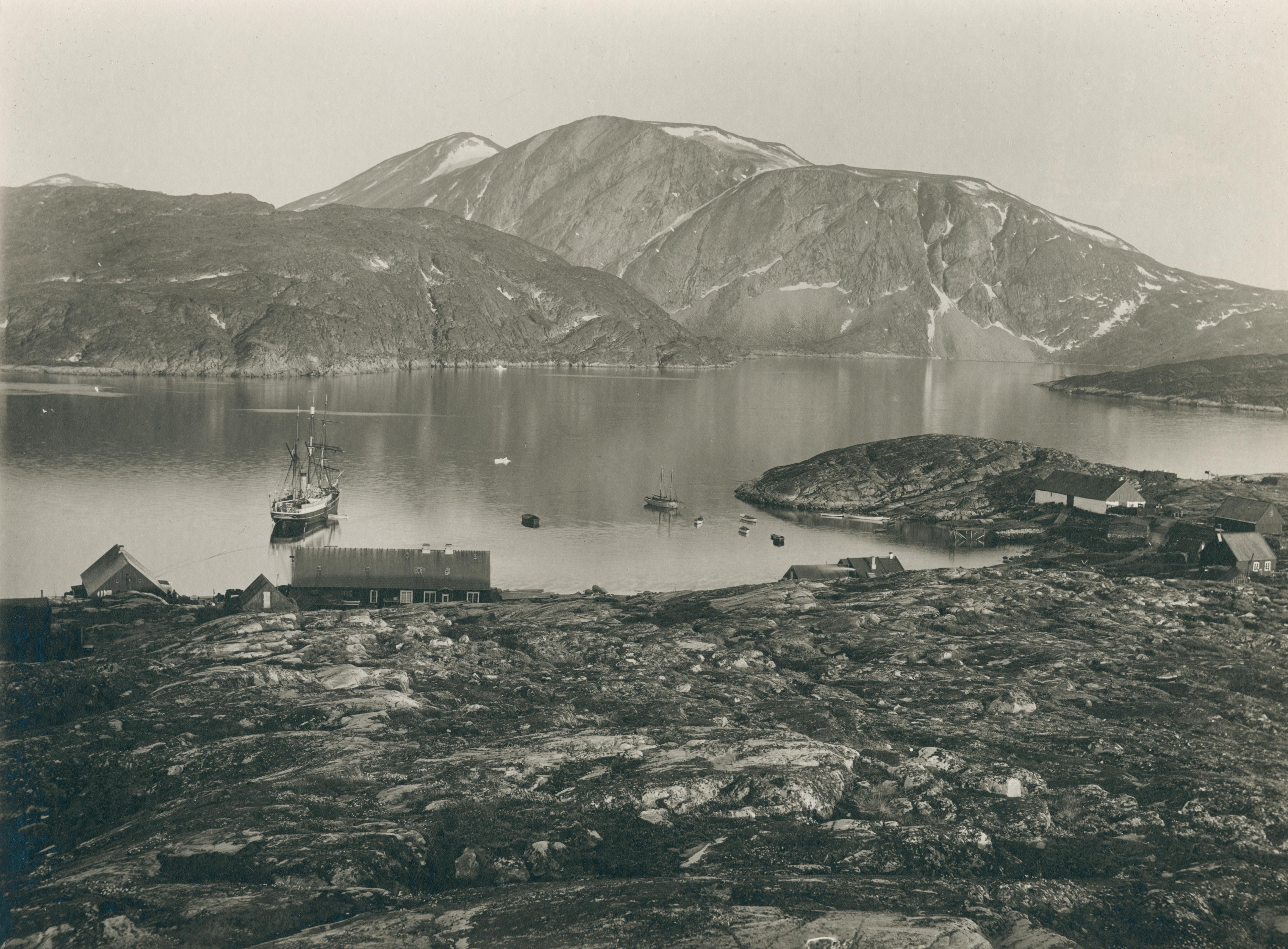
Qeqertarsuaq (um 1900)

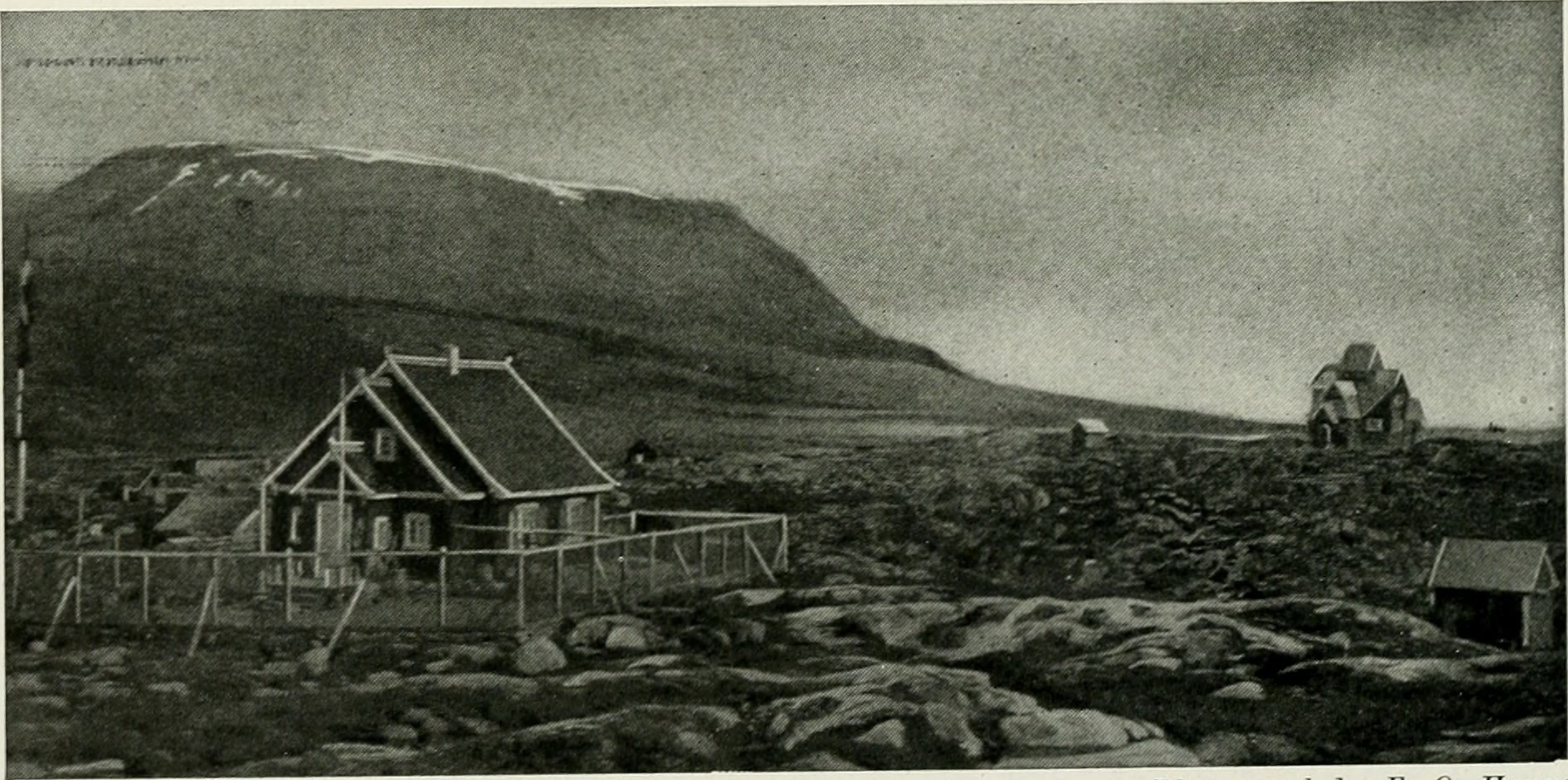
Die Pastorenwohnung und die Kirche von Qeqertarsuaq (1918)

Während des Krieges ging der wirtschaftliche Erfolg wie überall in Grönland stark zurück. Nach dem Krieg wurde die Loge ab 1815 wieder betrieben. 1817 waren in Godhavn ein Walfängerkommandeur, ein Speckschneider, ein Vorsteher, ein Bootsmann, ein Böttcher, zwei Zimmermänner, zwei Köche und acht Matrosen tätig. 1821 lebten 176 Menschen in siebzehn Häusern, die sich etwa gleich auf Anlage und Loge verteilten. Bis 1830 gingen die wirtschaftlichen Erträge stark zurück. Danach erholten sie sich wieder, aber 1848 erwog man die Loge zum Udsted zu degradieren. 1830 wurde eine große Schmiede in Godhavn errichtet, die aber nach wenigen Jahren aufgegeben wurde. 1840 wurde eine 119 m² große neue Wohnung für den Logenverwalter errichtet. 1851 wurde der Walfang aufgegeben. 1852 erhielt Godhavn eine 76 m² große Bäckerei und Brauerei. 1856 wurde eine 52 m² große Wohnung für den Volontär mit angebautem Proviantlager und Schuppen gebaut. Von 1879 bis 1885 gehörte die Loge zum Kolonialdistrikt Egedesminde. Um 1880 brannte die große Tranbrennerei bei einem Unfall ab. Daraufhin wurde eine neue gebaut, zusammen mit einem Speckhaus und einem Pulverhaus. 1902 wurde ein 50 m² großer Laden gebaut. 1906 wurde die Arktische Station von Morten P. Porsild in Qeqertarsuaq gegründet. 1909 wurde eine Pastorenwohnung von 74 m² Größe errichtet. 
Qeqertarsuaq war ab 1911 eine eigene Gemeinde ohne zugehörigen Wohnplatz. Die heutige auffällige Kirche wurde 1914 fertiggestellt. 1915 wurde ein Gebäude errichtet, in dem von da an die bis 1958 erschienene Zeitung Avangnâmioĸ gedruckt wurde. Daneben diente es auch als Sitzungssaal des Nordgrönländischen Landesrats. Von 1915 bis 1918 wurde ein 83 m² großes Archivgebäude für das nordgrönländische Landesarchiv errichtet.
Qeqertarsuaq ist der Herkunftsort der Familie Broberg.

### Neuere Geschichte
Während des Zweiten Weltkriegs wurden die Sitzungen von Grønlands Landsråd zusammen, also gemeinsam mit dem südgrönländischen Landesrat, in Qeqertarsuaq abgehalten. Bei diesen Sitzungen wurde beschlossen, dass die Vereinigten Staaten Militärbasen in Grönland errichten dürfen, aber auch die Zusammenlegung beider grönländischen Kolonien zu einer mit Sitz in Nuuk, der heutigen Hauptstadt Grönlands, das nur drei Jahre später, 1953, dekolonialisiert wurde. Nach dem Krieg wurde 1948 ein Kraftwerk errichtet, durch das Qeqertarsuaq elektrifiziert wurde.
1950 wurde Qeqertarsuaq der Sitz der neuen Gemeinde Qeqertarsuaq, die aus dem ehemaligen Kolonialdistrikt bestand. 1962 wurde ein Rathaus errichtet, das 1968 ausgebaut wurde. Die 1928 errichtete Schule wurde 1960 und 1963 durch zwei weitere Gebäude ergänzt. In ihr wurde 1934 auch eine Bibliothek eingerichtet. 1965 wurde eine Feuerwehrstation gebaut. 1965/66 wurde ein Altenheim errichtet. Der Laden von 1939 wurde 1967 in einen Selbstbedienungsladen umgewandelt. Daneben gab es zu diesem Zeitpunkt eine Bäckerei, zwei private Läden und vier Kioske in Qeqertarsuaq. Das Krankenhaus mit acht Betten befand sich 1970 in einem Gebäude von 1840, während der Arzt in der alten Inspektorenwohnung wohnte.
Als die wirtschaftliche Grundlage wie überall in Westgrönland etwa in den 1930er Jahren von Robbenfang auf Fischerei umgestellt wurde, wurden in Qeqertarsuaq 1934 eine Salzerei und 1945 ein Fischhaus errichtet. In den 1960er Jahren übernahm die Garnelenfischerei und es wurde 1966 die private Garnelenfabrik Godhavn Shrimp eröffnet. 1968 wurde jedoch auch eine private Robbenfleischkühlfabrik errichtet.
1972 wurde die Gemeinde Vaigat, deren Hauptort Qullissat verlassen war, eingemeindet, sodass die Gemeinde seither die gesamte Diskoinsel umfasse. Bei der Verwaltungsreform 2009 wurde die Stadt in die Qaasuitsup Kommunia eingegliedert und seit 2018 gehört sie zur Kommune Qeqertalik.

## Liste der Kolonialangestellten bis 1921

### Logenverwalter
Folgende Personen waren bis 1921 Verwalter der Loge Godhavn. Von 1879 bis 1885 wurde die Loge von der Kolonie Egedesminde aus geleitet.
- 1773–1783: Svend Sandgreen
- 1783–1789: Christoffer Nikolaj Libeck
- 1789–1791: Joachim Holm
- 1791–1793: Johan Buschmann
- 1793–1795: Jens Christian Arentz
- 1795–1800: Johan Christian Steen
- 1800–1803: Christian Frederik Rousing
- 1803–1807: Michael Olrik
- 1807–1808: Johan Ritter
- 1808–1809: Nicolai Julius Rasmussen
- 1809–1811: Johannes Winding
- 1811–1815: Hans Christian Møhl
- 1815–1817: Hans Mossin Fleischer
- 1817–1818: Frederik Diderik Sechmann Fleischer
- 1818–1820: Hans Mossin Fleischer
- 1820–1821: Ole Adolf Winding
- 1821–1822: Christian Ferdinand Plum
- 1822–1823: Carl Edvard Ernst
- 1823–1825: Claudius Andreas Stephensen
- 1825–1827: Frederik Lassen
- 1827–1828: Carl Søren Vilhelm Egtved
- 1828–1829: Claudius Andreas Stephensen
- 1829–1830: Johan Peter Petersen
- 1830–1831: Jens August Mørch
- 1831–1833: Hans Rosing
- 1833–1835: Henning Bistrup
- 1835–1836: Peder Goische Kirchheiner
- 1836–1838: Wilhelm Christian Hansen
- 1838–1840: Severin Michael Cortzen
- 1840–1843: Hans Heinrich Muxoll
- 1843–1846: Knud Geelmuyden Fleischer
- 1846–1847: Larss Frederik Larsen
- 1847–1850: Henning Ager
- 1850–1852: Rasmus Møldrup
- 1852–1854: J. Georg Kursch
- 1854–1862: Christian Engelbrecht Andersen
- 1862–1869: Hans Frederik A. Hansen
- 1869–1873: Frederik Andreas Asmus Christian Valdemar Gabriel  Tryde Lassen
- 1873–1874: Anthon Frederik Søren Møldrup
- 1874–1875: Niss Lauritz Elberg
- 1875–1876: Edgar Christian Fencker
- 1876–1877: Johannes Herman Mads Mørch
- 1877–1878: Peter Anton Marius Elberg
- 1878–1879: Edgar Christian Fencker
- 1879–1880: Edgar Christian Fencker
- 1880–1881: Jens Christian Poul Fleischer
- 1881–1882: Jacob Djurhuus
- 1882–1884: Peter Jürgen Petersen
- 1884–1885: Herman Valentin Høst Beyer
- 1885–1886: Johan Carl Joensen
- 1886–1893: Herjulf Carl Georg Jørgensen
- 1893–1896: Geert Hardius Larsenius Elmquist
- 1896–1897: Louis Victor Mathiesen
- 1897–1898: Carl Frederik Harries
- 1898–1899: Ole Bendixen
- 1899–1901: Anders Peter Olsen
- 1901–1904: Christian August Nielsen
- 1904–1905: Hendrik Theodor Petersen
- 1905–1906: Johannes Otto Frederik Mathiesen
- 1906–1907: Hendrik Theodor Petersen
- 1907–1908: Karl Frederik Hannibal Anton Fencker
- 1908–1910: Oluf Nicolaj Willemann Thron
- 1910–1911: Axel Kristian Marius Vinterberg
- 1911–1913: Karl Frederik Hannibal Anton Fencker
- 1913–1916: Aage Carlhegger Erik Østerberg Bistrup
- 1916–1918: Olav Even Olsen
- ab 1918:00. Oluf Nicolaj Willemann Thron

### Walfangkommandeure
Die Walfangkommandeure waren zugleich auch meist Verwalter der Anlage.
- 1787–1790: Riewert Booysen
- 1790–1791: Rivert Jappen
- 1791–1792: Riewert Booysen
- 1792–1793: Rivert Jappen
- 1793–1796: Riewert Booysen
- 1796–1802: Jürgen Kettelsen
- 1815–1818: Rørd Ocke Bohn
- 1823–1826: Frederik Jepsen
- 1839–1840: Hans Jørgen Frederiksen

### Anlagenverwalter
Die Anlage Godhavn wurde bis 1850 von einem eigenen Verwalter geleitet.
- 1782–1787: Ole Tønder Olrik
- 1787:–0000 Jens Nicolaj Bidstrup
- 1787:–0000 Caspar Gottlieb Lidemark
- 1787:–0000 Christoffer Nikolaj Libeck
- 1787–1790: Niels Poulsen
- 1790–1791: Jeppe Andreas Scheen
- 1791–1792: Riewert Booysen
- 1792–1793: Rivert Jappen
- 1793–1796: Riewert Booysen
- 1796–1802: Jürgen Kettelsen
- 1802–1803: Johan Christian Geisler
- 1803–1806: Johan Ritter
- 1806–1813: Rasmus Jensen Brandt
- 1813–1815: Hans Mossin Fleischer
- 1815–1818: Rørd Ocke Bohn
- 1818–1820: Hans Nielsen
- 1820–1822: Carl Edvard Ernst
- 1822–1823: Johan Peter Petersen
- 1823–1826: Frederik Jepsen
- 1828–1830: Henning Bistrup
- 1830:–0000 Wilhelm Christian Hansen
- 1830–1831: Poul Georg Lauri Bolbroe
- 1831–1833: Wilhelm Christian Hansen
- 1833–1834: Poul Georg Lauri Bolbroe
- 1834–1838: Wilhelm Christian Hansen
- 1838–1839: Knud Geelmuyden Fleischer
- 1839–1840: Hans Jørgen Frederiksen
- 1840–1842: Knud Geelmuyden Fleischer
- 1842–1843: August Gottlieb Kühnel
- 1843–1844: Nicolai Zimmer
- 1844–1846: Lars Frederik Larsen
- 1846–1850: Rasmus Møldrup

### Missionare und Pastoren
Godhavn hatte mit einigen wenigen Ausnahmen keinen eigenen Missionar. Erst ab 1909 erhielt der Kolonialdistrikt einen Distriktpastor, der dem Pastor der Kolonie Egedeminde unterstellt war.
- 1783–1784: Christian Gjerløff
- 1789–1792: Rudolph Friederich Lassen
- 1846–1847: Gottfried Martin Quirinus Christophersen
- 1909–1914: Harald Emanuel Mortensen
- 1914–1915: Karl Johan Pavia Chemnitz
- 1915–1916: Harald Emanuel Mortensen
- ab 1918:00. Svend Peter Christian Rosing

### Ärzte
Anfangs dienten die Anlagenverwalter auch als Chirurgen. Erst 1794 wurde in Grönland der erste Arzt angestellt. Der in Godhavn stationierte Arzt war für ganz Nordgrönland tätig. 1827 wurde er nach Ilimanaq versetzt.
- 1777–1780: Andreas Streitmann
- 1778–1781: Nikolai Frederik Swindt
- 1781–1787: Ole Tønder Olrik
- 1787–1790: Niels Poulsen
- 1790–1791: Jeppe Andreas Scheen
- 1794–1801: Theodor Christian Eulner
- 1802–1827: Johan Frederik Lerch

## Wirtschaft
Die Bedeutung des Walfangs ist seit der Anfangszeit von Qeqertarsuaq stark zurückgegangen. Heute werden in der von Royal Greenland betriebenen Fischfabrik Garnelen, Dorsche und Rogen verarbeitet. Dazu spielen auch die Robbenjagd und die Heilbuttfischerei eine Rolle. Ein 2008 gestarteter Versuch einer Schweizer Firma, eine Mineralwasserproduktionsanlage in Qeqertarsuaq zu betreiben, scheiterte. Qeqertarsuaq hat zudem gute Ressourcen für den Tourismus. Angeboten werden Wanderungen und Hundeschlitten- und Schneescooterfahrten sowie Walbesichtigungen und ein Skigebiet nördlich der Stadt.

## Infrastruktur und Versorgung
Qeqertarsuaq hat ein ausgebautes Straßennetz. Der Hafen der Stadt befindet sich im Westen in einer geschützten Bucht. Er verfügt über zwei Kais von 12 und 15 Metern Länge. Die Disko Line fährt Qeqertarsuaq mehrfach pro Woche an. Im Osten befindet sich der Heliport Qeqertarsuaq, über den die Stadt mehrere Male pro Woche mit Aasiaat und Ilulissat über den Luftweg verbunden wird.
Nukissiorfiit betreibt ein Dieselkraftwerk für die Stromversorgung der Stadt. Das Trinkwasser wird durch das Schmelzen von Eis aus dem Gletscher nördlich von Qeqertarsuaq gewonnen. Ölöfen beheizen die Häuser in der Stadt. Ein Teil der Gebäude ist an ein Abwassernetz angeschlossen. TELE Greenland gewährleistet die telekommunikative Versorgung von Qeqertarsuaq.

## Bebauung

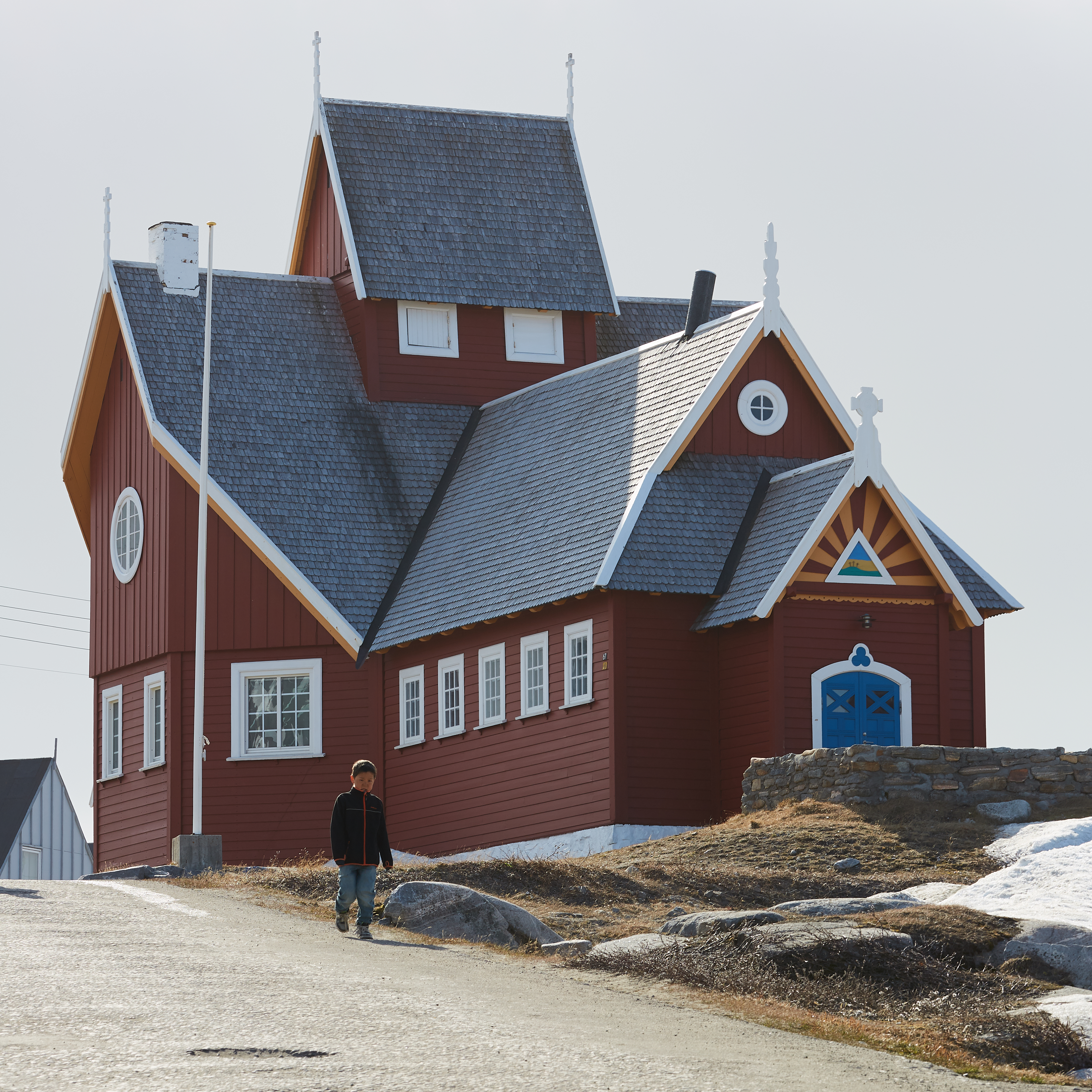
Die Kirche von Qeqertarsuaq (2016)

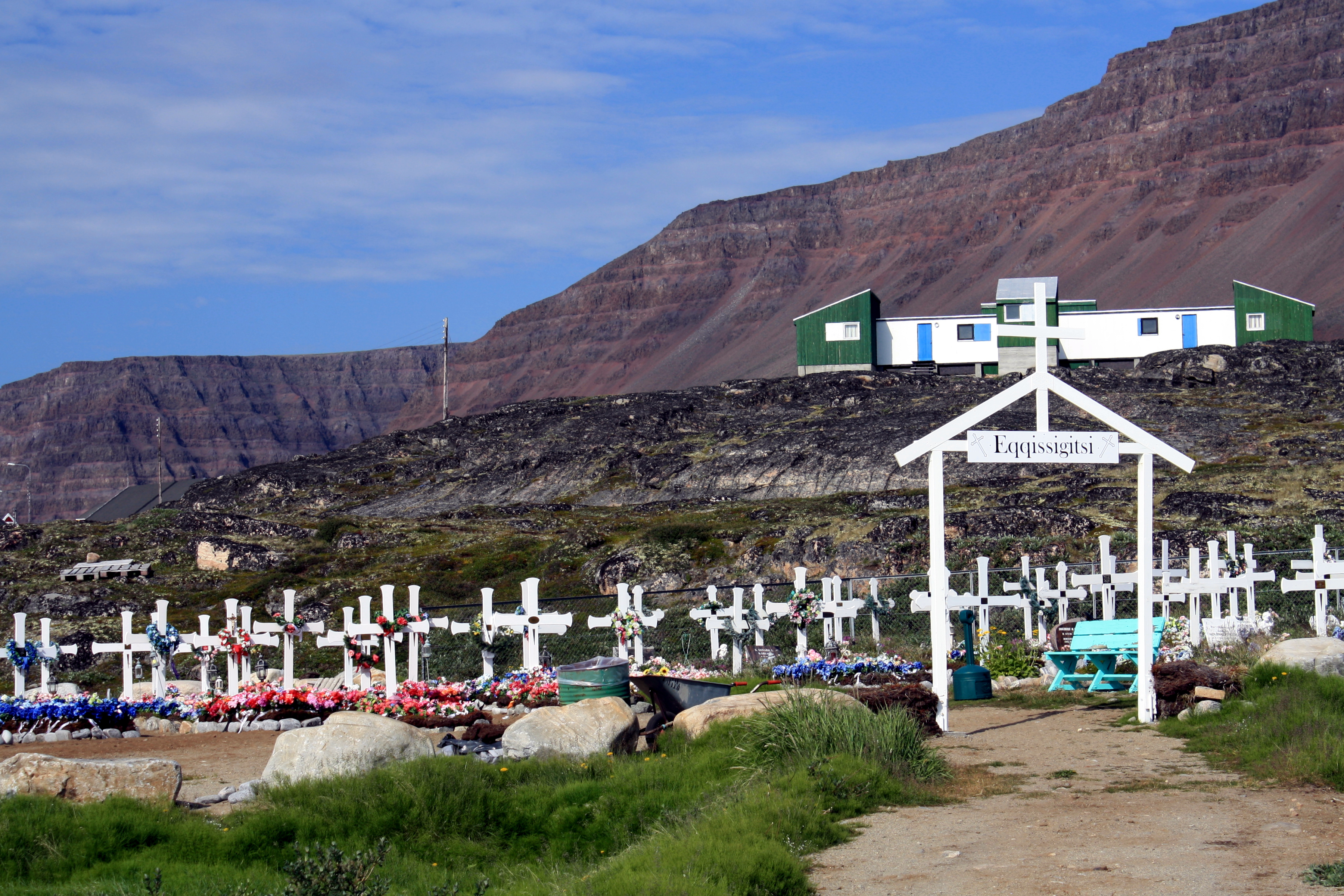
Der Friedhof von Qeqertarsuaq (2014)

Die Qeqertarsuup Atuarfia unterrichtet etwa 150 Schüler bis zur 10. Klasse. Qeqertarsuaq verfügt zudem über eine Niederlassung der grönländischen Berufsschulen (Piareersarfik). Es gibt eine Kinderkrippe mit Kindergarten und ein Altenheim. Für die medizinische Versorgung verfügt Qeqertarsuaq über ein Krankenhaus und eine Zahnarztpraxis. In der Stadt befinden sich zudem ein Kommunalbüro, ein Postgebäude, eine Sporthalle und ein Fußballplatz und neben verschiedenen Läden und Kiosken eine Pilersuisoq-Filiale, die die Bewohner mit Waren versorgt. Weiterhin befinden sich hier das Qeqertarsuaq-Museum in der Wohnung des früheren Inspektors und ein Versammlungsgebäude. Für Touristen stehen das Hotel Disko und zahlreiche Hostels und ein Campingplatz zur Übernachtung zur Verfügung. Die Kirche (wegen ihrer auffälligen Bauform genannt Herrgotts Tintenfass), der Glockenturm und die Leichenhalle in der Stadt stehen unter Denkmalschutz. Etwa zwei Dutzend weitere Gebäude sind als erhaltenswürdig eingestuft. In Qeqertarsuaq befindet sich zudem die von Morten Pedersen Porsild 1906 gegründete Arktisk Station und ein geophysisches sowie ein astronomisches Observatorium.

## Sport
Aus Qeqertarsuaq stammen mehrere Fußballvereine. In den 1950er und 1960er Jahren nahm der Verein K'SP Qeqertarsuaq mehrfach an der Grönländischen Fußballmeisterschaft teil. Der 1944 gegründete G-44 Qeqertarsuaq ist der erfolgreichste Verein der Stadt und konnte 2009 und 2011 zweimal grönländischer Fußballmeister werden. Der jüngste Verein der Stadt ist Disko-76 Qeqertarsuaq, der in den 1980er Jahren zweimal Vizemeister wurde.

## Söhne und Töchter
- Tabitha Broberg (1833–1902), botanische Sammlerin
- Just Andersen (1884–1943), dänischer Bildhauer und Silberschmied
- Johan Lange (1886–?), Handelsverwalter und Landesrat
- Isak Kleist (1894–?), Landesrat
- David Broberg (1928–?), Landesrat
- Ingmar Egede (1930–2003), Psychologe, Menschenrechtler, Lehrer und Rektor
- Lars-Pele Berthelsen (* 1949), Pastor, Lehrer, Kommunalpolitiker, Richter und Schriftsteller
- Lars Karl Jensen (* 1949), Politiker (Siumut), Seemann und Lehrer
- Jens Kristian Friis Salling (* 1949), Unternehmer
- Per Berthelsen (* 1950), Politiker (Siumut) und Rockmusiker
- Paninnguaq Olsen (* 1966), Politikerin
- Rasmus Lerdorf (* 1968), dänischer Programmierer, Erstautor der Programmiersprache PHP
- Georg Olsen (* 1974), Künstler, Musiker, Schriftsteller und Politiker
- Nikku Olsen (* 1974), Politiker
- Randi Broberg (* 1978), Politikerin (Partii Inuit), Sängerin und Filmproduzentin
- Anda Uldum (* 1979), Politiker (Demokraatit) und Musiker

## Bevölkerungsentwicklung
Die Einwohnerzahl von Qeqertarsuaq stieg von 1980 bis Mitte der 1990er Jahre an und geht seitdem wieder zurück. Mit etwa 850 Einwohnern ist Qeqertarsuaq heutzutage nach Kangaatsiaq die zweitkleinste Stadt Westgrönlands.